# Daniel Agger
Daniel Munthe Agger (sinh ngày 12 tháng 12 năm 1984) là một cựu cầu thủ và huấn luyện viên bóng đá người Đan Mạch. Khi còn thi đấu, anh từng chơi ở vị trí trung vệ. Anh bắt đầu sự nghiệp ở câu lạc bộ Brondby vào tháng 6 năm 2004, khi đó anh đã giành danh hiệu vô địch giải Đan Mạch. Ngày 10 tháng 6 năm 2016, Daniel Agger chính thức giã từ sự nghiệp thi đấu quốc tế sau 12 bàn thắng. Anh hiện đang là huấn luyện viên trưởng của câu lạc bộ HB Køge tại Danish 1st Division.

## Câu lạc bộ

### Brøndby IF
Sinh ở Hvidovre, Daniel Agger bắt đầu sự nghiệp cùng đội trẻ của Rosenhøj BK. Năm 12 tuổi anh gia nhập đội trẻ của Brøndby IF.
Vào tháng 7 năm 2004, anh chuyển từ đội trẻ lên đội một, sau sự ra đi của tuyển thủ Thuỵ Điển Andreas Jakobsson. Daniel Agger nhanh chóng tạo dựng được chỗ đứng không chỉ trong đội hình một mà còn là thành viên quan trọng đoạt chức vô địch Đan Mạch vào mùa giải 2004-05. Mặc dù tuổi đời còn trẻ song anh đã chơi một trận rất hay dưới sự chỉ đạo của đội trưởng Per Nielsen, sau khi giai đoạn đầu của mùa giải 2004 anh được trao giải Spillerforeningen cho "tài năng trẻ của năm".
Sau mùa giải 2004-05 thành công, Agger được gọi vào đội tuyển Đan Mạch trong trận thắng 2-0 trước đội tuyển Phần Lan vào ngày 2 tháng 6 năm 2005, chơi đủ cả trận. Trận sau đó anh phải ngồi ghế dự bị trước khi chơi đủ cả trận trong trận thắng 4-1 trước đội tuyển Anh. Anh chơi đủ 90 phút trong hai trận tiếp đó, trước khi một chấn thương ở mùa giải 2005-06 khiến anh phải nghỉ hết phần còn lại của năm 2005. Mới chỉ 20 tuổi, Daniel Agger được bầu là "tài năng trẻ của năm" bởi các nhà báo Đan Mạch vào tháng 12 năm 2005.

### Liverpool
Agger được theo đuổi bởi nhiều đội bóng lớn, vào tháng 1 năm 2006 anh cho biết muốn sang Anh để chơi cho Liverpool. Daniel Agger không tham gia chuyến tập huấn mùa đông cùng Brondby vào tháng 1 và vào ngày 12 tháng 1 năm 2006 anh ký hợp đồng bốn năm rưỡi cùng Liverpool. Mức giá 5,6 triệu bảng Anh khiến anh trở thành cầu thủ người Đan Mạch đắt nhất từng được bán cho một đội bóng nước ngoài, cũng như là hậu vệ đắt nhất của Liverpool vào lúc đó.
Giai đoạn đầu của anh ở Liverpool đã bị ảnh hưởng bởi chấn thương và anh chỉ ra sân trong 4 trận trong suốt mùa xuân năm 2006. Vào tháng 5 năm 2006, anh chơi 10 trận và ghi 3 bàn cho đội U21 Đan Mạch, khiến anh được chọn để tham dự giải U21 châu Âu vào năm 2006.
Đầu mùa giải 2006-07, Agger chơi đầy đủ trong trận tranh FA Community Shield. Anh dần chứng tỏ được bản thân và trở thành sự đối chọi với Sami Hyypiä và Jamie Carragher cho vị trí trung vệ. Agger ghi bàn đầu tiên cho Liverpool vào ngày 26 tháng 8 năm 2006 trong chiến thắng 2-1 trước West Ham United, một bàn thắng được ghi từ khoảng cách 35m và được bầu là bàn thắng đẹp nhất tháng cũng như bàn thắng đẹp nhất của Liverpool trong mùa giải.
Agger ghi bàn thứ hai cho đội tuyển ở Cúp liên đoàn trong trận gặp Birmingham City sau cú volley trước khi hiệp một kết thúc 7 phút. Trong trận bán kết cúp C1 2006-07, Agger bị chỉ trích sau khi phạm sai lầm để Didier Drogba kiến tạo cho Joe Cole ghi bàn. Tuy nhiên ở trận lượt về, hậu vệ người Đan Mạch đã dập tan mọi lời chỉ trích bằng bàn thắng duy nhất, giúp Liverpool đưa trận đấu vào hiệp phụ và sau đó thắng trên loạt penalty. Họ được vào chung kết nhưng thua 2-1 trước AC Milan.
Agger bắt đầu giai đoạn trước mùa giải với một loạt bàn thắng, ghi 2 bàn trong 4 trận. Tuy nhiên, anh gặp chấn thương vào tháng 9 và lại mất suất vào tay Hyypia. Vào tháng 1 năm 2008, Agger bắt đầu tập luyện và làm quen với một số giáo án thể lực, tuy nhiên lại một chấn thương tương tự nữa khiến anh phải ngồi ngoài. Sau khi được kiểm tra bởi một loạt các bác sĩ, Agger được cho biết sẽ phải ngồi ngoài đến hết mùa giải do phải phẫu thuật.
Agger trở lại tập luyện đầy đủ cho chuyến thi đấu trước mùa giải ở Melwood và vào ngày 12 tháng 7 năm 2008 Agger đánh dấu sự trở lại bằng việc ra sân từ ghế dự bị trong chiến thắng trước người hàng xóm Tranmere Rovers. Agger lần đầu ra sân sân trong đội hình chính thức kể từ khi bị chấn thương là trong trận gặp Standard Liege ở vòng loại cúp C1. Agger sau đó đã phải ngồi ngoài ở phần còn lại của tháng 8 và phần lớn tháng 9, và thậm chí còn không được ra sân trong trận gặp Manchester United. Điều này dẫn đến những tin đồn về mối bất hoà giữa huấn luyện viên Benitez và Agger. Tuy nhiên, Benitez cho biết không có chuyện gì giữa ông và hậu vệ người Đan Mạch.
Sau một tháng không ra sân, Agger trở lại đội hình trong trận gặp Crewe Alexandra ở Carling Cup. Agger chơi đủ 90 phút và ghi 1 bàn giúp Liverpool thắng trận 2-1.
Hưởng lợi thế từ việc Skrtel bị chấn thương, Agger trở lại đội hình trong trận gặp Wigan trong lần đầu ra sân ở Premier League mùa giải đó. Tuy nhiên, Agger đã mắc sai lầm và để Zaki của Wigan cướp bóng và ghi bàn. Cựu cầu thủ Brondby sửa sai bằng việc kiến tạo cho Dirk Kuyt ghi bàn. Liverpool sau đó thắng trận 2-3. Vào ngày 11 tháng 4 năm 2009, Agger ghi bàn thứ ba cho Liverpool từ khoảng cách 30m trong trận gặp Blackburn Rovers giúp Liverpool thắng 4-0. Agger ăn mừng như những người khác ghi bàn trong trận đó bằng cách chỉ tay lên trời để tưởng nhớ đến những nạn nhân của thảm hoạ Hillsborough.
Vào tháng 5 năm 2009, Agger kết thúc những lời đồn đại về tương lai của anh bằng việc ký hợp đồng 4 năm với mức lương 80.000 bảng một tuần và sẽ giữ cầu thủ người Đan Mạch ở lại Liverpool cho tới năm 2014.
Agger lại phải lên bàn mổ vào tháng 8 năm 2009 và được dự báo sẽ phải ngồi ngoài khoảng 2 tháng.
Vào ngày 25 tháng 10 năm 2009, cựu cầu thủ Brondby đánh dấu sự trở lại khi ra sân trong trận thắng kình địch Manchester United trên sân Anfield.

### Trở lại Brøndby IF
Từ chối những đại gia ở châu Âu như Barcelona, Real Madrid, hay các đội bóng lớn ở ngoại hạng Anh để thể hiện lòng trung thành với Liverpool. Mùa hè năm 2014, Agger quay trở lại quê nhà Đan Mạch để thi đấu cho đội bóng đã làm nên tên tuổi của mình, thi đấu những năm sự nghiệp cuối cùng của mình. Để đáp lại tấm chân tình của người đội phó một thời, Liverpool đã có một động thái vô cùng ý nghĩa khi để anh ra đi với mức giá chỉ 3 triệu bảng dù trước đó có những lời đề nghị lên tới 12 triệu bảng từ phía những đội bóng lớn nhằm Brøndby IF có thể đáp ứng được. Cảm ơn những đóng góp của anh trong suốt thời gian qua, Daniel Agger, chúng tôi sẽ không bao giờ quên anh. You'll never wall alone.
Ngày 10 tháng 6 năm 2016, Daniel Agger thông báo chính thức tuyên bố kết thúc sự nghiệp thi đấu quốc tế sau 12 năm gắn bó với trái bóng tròn.

## Thống kê

### Câu lạc bộ
Tính đến ngày 30 tháng 5 năm 2016.
| Câu lạc bộ          | Mùa giải            | Giải đấu            | Giải đấu | Giải đấu | Cúp quốc gia | Cúp quốc gia | League Cup | League Cup | Châu Âu | Châu Âu | Khác | Khác | Tổng cộng | Tổng cộng |
| Câu lạc bộ          | Mùa giải            | Giải đấu            | Trận     | Bàn      | Trận         | Bàn          | Trận       | Bàn        | Trận    | Bàn     | Trận | Bàn  | Trận      | Bàn       |
| ------------------- | ------------------- | ------------------- | -------- | -------- | ------------ | ------------ | ---------- | ---------- | ------- | ------- | ---- | ---- | --------- | --------- |
| Brøndby             | 2004–05             | Danish Superliga    | 26       | 5        |              |              | —          | —          |         |         |      |      | 26        | 5         |
| Brøndby             | 2005–06             | Danish Superliga    | 8        | 0        |              |              | —          | —          |         |         |      |      | 8         | 0         |
| Brøndby             | Tổng cộng           | Tổng cộng           | 34       | 5        |              |              | —          | —          |         |         |      |      | 34        | 5         |
| Liverpool           | 2005–06             | Premier League      | 4        | 0        | 0            | 0            | —          | —          | —       | —       | —    | —    | 4         | 0         |
| Liverpool           | 2006–07             | Premier League      | 27       | 2        | 1            | 0            | 2          | 1          | 12      | 1       | 1    | 0    | 43        | 4         |
| Liverpool           | 2007–08             | Premier League      | 5        | 0        | 0            | 0            | 0          | 0          | 1       | 0       | —    | —    | 6         | 0         |
| Liverpool           | 2008–09             | Premier League      | 18       | 1        | 1            | 0            | 2          | 1          | 5       | 0       | —    | —    | 26        | 2         |
| Liverpool           | 2009–10             | Premier League      | 23       | 0        | 1            | 0            | 0          | 0          | 12      | 1       | —    | —    | 36        | 1         |
| Liverpool           | 2010–11             | Premier League      | 16       | 0        | 1            | 0            | 1          | 0          | 3       | 0       | —    | —    | 21        | 0         |
| Liverpool           | 2011–12             | Premier League      | 27       | 1        | 3            | 1            | 4          | 0          | —       | —       | —    | —    | 34        | 2         |
| Liverpool           | 2012–13             | Premier League      | 35       | 3        | 0            | 0            | 0          | 0          | 4       | 0       | —    | —    | 39        | 3         |
| Liverpool           | 2013–14             | Premier League      | 20       | 2        | 2            | 0            | 1          | 0          | —       | —       | —    | —    | 23        | 2         |
| Liverpool           | Tổng cộng           | Tổng cộng           | 175      | 9        | 9            | 1            | 10         | 2          | 37      | 2       | 1    | 0    | 232       | 14        |
| Brøndby             | 2014–15             | Danish Superliga    | 19       | 1        | 0            | 0            | —          | —          | —       | —       | —    | —    | 19        | 1         |
| Brøndby             | 2015–16             | Danish Superliga    | 24       | 1        | 0            | 0            | —          | —          | 1       | 0       | —    | —    | 14        | 1         |
| Tổng cộng sự nghiệp | Tổng cộng sự nghiệp | Tổng cộng sự nghiệp | 252      | 16       | 9            | 1            | 10         | 2          | 38      | 2       | 1    | 0    | 299       | 21        |

1. 1 2 3  UEFA Champions League
2. ↑  Siêu cúp Anh 2006
3. ↑  Bốn trận UEFA Champions League, tám trận và một bàn UEFA Europa League
4. 1 2  UEFA Europa League

### Đội tuyển quốc gia
| Đội tuyển quốc gia | Năm       | Số lần ra sân | Số bàn thắng |
| ------------------ | --------- | ------------- | ------------ |
| Đan Mạch           | 2005      | 4             | 1            |
| Đan Mạch           | 2006      | 6             | 0            |
| Đan Mạch           | 2007      | 8             | 1            |
| Đan Mạch           | 2008      | 5             | 1            |
| Đan Mạch           | 2009      | 6             | 0            |
| Đan Mạch           | 2010      | 9             | 0            |
| Đan Mạch           | 2011      | 6             | 2            |
| Đan Mạch           | 2012      | 9             | 1            |
| Đan Mạch           | 2013      | 8             | 4            |
| Đan Mạch           | 2014      | 5             | 2            |
| Đan Mạch           | 2015      | 7             | 0            |
| Đan Mạch           | 2016      | 2             | 0            |
| Tổng cộng          | Tổng cộng | 75            | 12           |

### Bàn thắng cho đội tuyển quốc gia
| STT | Ngày                 | Địa điểm                                  | Đối thủ    | Tỉ số | Kết quả       | Giải đấu                 |
| --- | -------------------- | ----------------------------------------- | ---------- | ----- | ------------- | ------------------------ |
| 1   | 7 tháng 9 năm 2005   | Sân vận động Parken, Copenhagen, Đan Mạch | Gruzia     | 3–1   | 6–1           | Vòng loại World Cup 2006 |
| 2   | 2 tháng 6 năm 2007   | Sân vận động Parken, Copenhagen, Đan Mạch | Thụy Điển  | 1–3   | 0–3 (xử thua) | Vòng loại Euro 2008      |
| 3   | 11 tháng 10 năm 2008 | Sân vận động Parken, Copenhagen, Đan Mạch | Malta      | 2–0   | 3–0           | Vòng loại World Cup 2010 |
| 4   | 9 tháng 2 năm 2011   | Sân vận động Parken, Copenhagen, Đan Mạch | Anh        | 1–0   | 1–2           | Giao hữu                 |
| 5   | 15 tháng 11 năm 2011 | Blue Water Arena, Esbjerg, Đan Mạch       | Phần Lan   | 1–1   | 2–1           | Giao hữu                 |
| 6   | 2 tháng 6 năm 2012   | Sân vận động Parken, Copenhagen, Đan Mạch | Úc         | 1–0   | 2–0           | Giao hữu                 |
| 7   | 26 tháng 3 năm 2013  | Sân vận động Parken, Copenhagen, Đan Mạch | Bulgaria   | 1–1   | 1–1           | Vòng loại World Cup 2014 |
| 8   | 10 tháng 9 năm 2013  | Sân vận động Hrazdan, Yerevan, Armenia    | Armenia    | 1–0   | 1–0           | Vòng loại World Cup 2014 |
| 9   | 15 tháng 10 năm 2013 | Sân vận động Parken, Copenhagen, Đan Mạch | Malta      | 2–0   | 6–0           | Vòng loại World Cup 2014 |
| 10  | 15 tháng 10 năm 2013 | Sân vận động Parken, Copenhagen, Đan Mạch | Malta      | 4–0   | 6–0           | Vòng loại World Cup 2014 |
| 11  | 28 tháng 5 năm 2014  | Sân vận động Parken, Copenhagen, Đan Mạch | Thụy Điển  | 1–0   | 1–0           | Giao hữu                 |
| 12  | 4 tháng 9 năm 2014   | TRE-FOR Park, Odense, Đan Mạch            | Thổ Nhĩ Kỳ | 1–0   | 1–2           | Giao hữu                 |